# Pacific Challenge 2020
El Pacific Challenge del 2020 fue la decimoquinta edición del torneo de rugby de 4 selecciones "A" del Pacífico.
Al igual que en la edición pasada la disputaron 4 selecciones secundarias de Fiyi, Japón, Samoa y Tonga en el Estadio Nacional de Fiyi (ANZ Stadium) de Suva.

## Equipos participantes
- Fiji Warriors
- Junior Japan
- Samoa A
- Tonga A

## Clasificación
| Pos. | Equipo        | Encuentros | Encuentros | Encuentros | Encuentros | Tantos  | Tantos    | Tantos     | Puntos Bonus | Puntos Totales |
| Pos. | Equipo        | jugados    | ganados    | empatados  | perdidos   | a favor | en contra | diferencia | Puntos Bonus | Puntos Totales |
| ---- | ------------- | ---------- | ---------- | ---------- | ---------- | ------- | --------- | ---------- | ------------ | -------------- |
| 1    | Junior Japan  | 3          | 3          | 0          | 0          | 143     | 25        | + 118      | 2            | 14             |
| 2    | Fiji Warriors | 3          | 2          | 0          | 1          | 88      | 26        | + 62       | 2            | 10             |
| 3    | Tonga A       | 3          | 1          | 0          | 2          | 46      | 103       | - 57       | 1            | 5              |
| 4    | Samoa A       | 3          | 0          | 0          | 3          | 18      | 141       | - 123      | 0            | 0              |

Nota: Se otorgan 4 puntos al equipo que gane un partido y 2 al que empate
Puntos Bonus: 1 punto por convertir 4 tries o más en un partido y 1 al equipo que pierda por no más de 7 tantos de diferencia

## Resultados

### Primera fecha
| 6 de marzo | Junior Japan | 46 - 10 | Tonga A | Estadio Nacional de Fiyi, Suva |  |

| 6 de marzo | Fiji Warriors | 29 - 5 | Samoa A | Estadio Nacional de Fiyi, Suva |  |

### Segunda fecha
| 10 de marzo | Samoa A | 3 - 76 | Junior Japan | Estadio Nacional de Fiyi, Suva |  |

| 10 de marzo | Fiji Warriors | 47 - 0 | Tonga A | Estadio Nacional de Fiyi, Suva |  |

### Tercera fecha
| 14 de marzo | Tonga A | 36 - 10 | Samoa A | Estadio Nacional de Fiyi, Suva |  |

| 14 de marzo | Fiji Warriors | 12 - 21 | Junior Japan | Estadio Nacional de Fiyi, Suva |  |

| Bandera de Japón     |
| Campeón Junior Japan |
| Primer título        |